# Trollius ircuticus
Trollius ircuticus är en ranunkelväxtart som beskrevs av Siplivinskii. Trollius ircuticus ingår i släktet smörbollssläktet, och familjen ranunkelväxter. Inga underarter finns listade i Catalogue of Life.